# Avrahm Galper
Avrahm Galper (* 16. August 1921 in Edmonton/Alberta; † 2004) war ein kanadischer Klarinettist und Musikpädagoge.

## Leben
Galper lebte bis 1946 in Palästina. Dort war er Schüler von Tzvi Tzipine; später studierte er bei Simeon Bellison in New York und an der Royal Academy of Music in London bei Frederick Thurston. Ab 1947 war er Mitglied, von 1952 bis 1956 und von 1958 bis 1973 Erster Klarinettist und bis 1979 stellvertretender Erster Klarinettist des Toronto Symphony Orchestra. Daneben war er Erster Klarinettist des CBC Symphony Orchestra (1951–64) und Mitglied des Orchesters der Canadian Opera Company. Er trat als Kammermusiker und Solist auf, gab Rundfunkkonzerte und nahm u. a. Andrew Twas Serenade für Klarinette und Streicher (1952), John Weinzweigs Quartet for Four Clarinets (1971) und Béla Bartóks Kontraste für Violine, Klarinette und Klavier (1974) auf.
Von 1951 bis 1990 unterrichtete Galper am Royal Conservatory of Music Toronto, von 1962 bis 1990 an der Universität Toronto. Außerdem unterrichtete er 1988–89 an der Wilfrid Laurier University und war 1989–90 Gastprofessor an der Indiana University. Zu seinen Schülern zählen u. a. James Campbell, John Rapson, Gwyll Williams und Michael Rusinek. Er verfasste zwei Klarinettenlehrbücher (Clarinet for Beginners, Boosey & Hawkes 1970, 1976 und Clarinet Scales and Arpeggios, Boosey & Hawkes 1978, 1987) und arrangierte Kompositionen von Antonín Dvořák, Francesco Geminiani und Edvard Grieg für Klarinette und Klavier sowie Sergei Prokofiews Ouvertüre über hebräische Themen für Klarinette, Geige und Klavier.

## Quelle
- Avrahm Galper. In:  Encyclopedia of Music in Canada. herausgegeben von The Canadian Encyclopedia (englisch, französisch).